# Кальдара, Полидоро
Полидоро Кальдара, прозванный Полидоро да Караваджо (итал. Polidoro Caldara, detto Polidoro da Caravaggio, ок. 1500, Караваджо — 1543, Мессина, Сицилия) — итальянский живописец, последователь Рафаэля Санти.

## Творческая биография
Полидоро был родом из маленького городка Караваджо на Севере Италии, в Ломбардии. Около 1515 года он прибыл в Рим, где благодаря знакомству с Джулио Романо, Франческо Пенни и Джованни да Удине, поступил помощником в мастерскую Рафаэля.
В 1517—1519 годах вместе с другими «рафаэлесками» он работал над росписями «Лоджий Рафаэля» в Ватикане. В окружении Рафаэля и его учеников он настойчиво осваивал живопись. С 1522 года работал в сотрудничестве с Матурино да Фиренце, в основном как декоратор фасадов зданий в технике гризайль, подражая античным рельефам, вдохновлённый фресками Бальдассарре Перуцци, на темы, взятые из мифологии и римской истории. Вместе с Перуцци Полидоро Кальдару иногда даже называют создателем такого типа фасадного декора. Большая часть этих произведений позднее была утрачена, но некоторые сохранились в гравюрах.
Между 1523 и 1524 годами Полидоро ненадолго останавливался в Неаполе, расписывал лоджии и фасады дворцов, для дворца поэта Берардино Рота он расписал фресками сцену с «Историями Амура и Психеи» по сюжетам, основанным на «Метаморфозах» Овидия.
Полидоро Кальдара считается самым независимым из всех последователей Рафаэля. В 1527 году, после разграбления Рима (Sacco di Roma), художник уехал в Неаполь и не только нашёл там работу, но даже основал свою школу. Со временем он создал собственный маньеристский стиль, основанный на контрастах света и тени, повлиявший на творчество многих неаполитанских художников. На этом основании и по сходству имён его иногда путают с выдающимся живописцем, родом из того же города, Микеланджело Меризи да Караваджо.
Не все из его произведений сохранились. Две картины Полидоро да Караваджо имеются в собрании Санкт-Петербургского Эрмитажа: «Амур и Психея» и «Психея и её сёстры».
В октябре 1529 года художник переселился в Мессину, на Сицилии. Кальдара умер в Мессине в 1543 году во время попытки ограбления его мастерской, совершённой его учеником, известным как Калабрийский Тунец (Tonno Calabrese). Ученик был пойман и приговорен к повешению. Полидоро был похоронен в монастыре кармелитов (convento del Carmine). Позднее, во время движения контрреформации его могилу разрушили вместе с могилой гуманиста-неоплатоника Константина Ласкариса.
Итальянский живописец и теоретик искусства Джан Паоло Ломаццо в трактате: «Идея храма живописи» (Idea del tempio della pittura, 1590) привёл интерпретацию природы творческой личности согласно теории четырёх темпераментов посредством аллегории храма на семи колоннах: «семи столпов живописи», которые олицетворяют Леонардо да Винчи, Микеланджело, Рафаэль, Андреа Мантенья, Тициан, Гауденцио Феррари и Полидоро да Караваджо.
Среди основных картин Полидоро — «Снятие с креста» (1527 ) и «Христос, несущий крест» (1530–1534). Обе картины находятся в Музее Каподимонте в Неаполе, где хранится лучшая коллекция его работ (эскиз маслом к последней находится в Лондонской национальной галерее). 

## Галерея
- Роспись фасада здания близ Пьяцца Навона, Рим. 1523
- Поклонение «Великой матери». 1585. Перо, кисть, чернила (сепия). Метрополитен-музей, Нью-Йорк
- Проект вазы. 1527. Офорт
- Сатурн. 1592. Гравюра резцом на меди. Х. Гольциуса по фреске Полидоро да Караваджо
- Античный Триумф. Гризайль. Палаццо Барберини, Рим
- Молящийся ангел. Гризайль. Музей Каподимонте, Неаполь
- Святое семейство со Св. Елисаветой и младенцем Иоанном Крестителем. Ок. 1523. Перо, чернила. Метрополитен-музей, Нью-Йорк